# Кутовий профіль

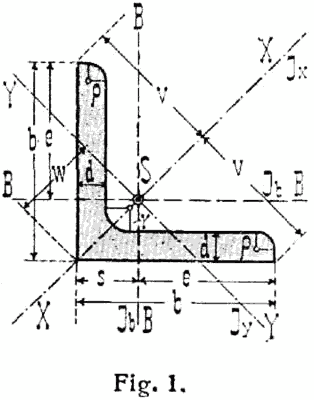
L-профіль

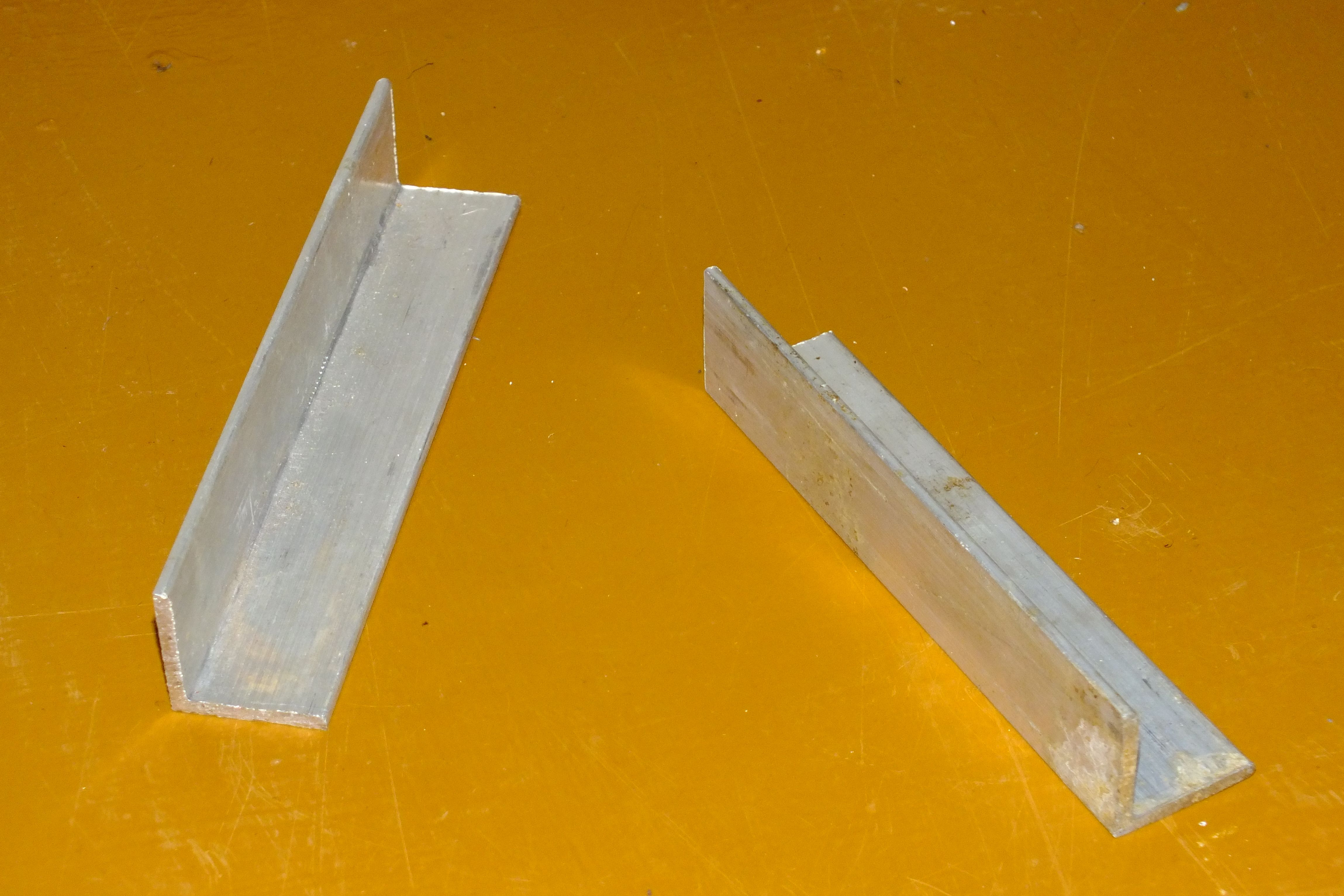
Дюралюмінієвий кутовий профіль

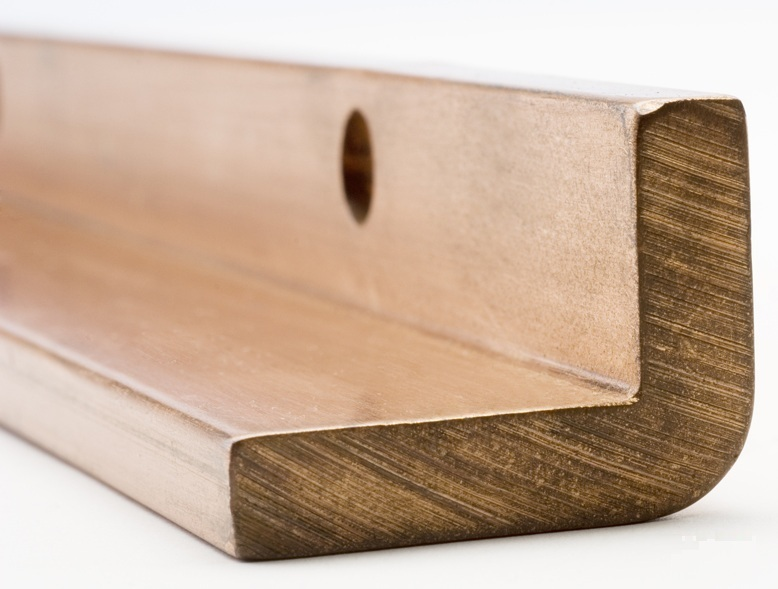
Дерев'яний кутовий профіль

Кутовий профіль, також ку́тник профільний, L-профіль готових виробів або напівфабрикатів — виріб будівельного елемента з кутовим контуром поперечного перерізу предмета. Це конструкційна балка з рівнобедреним або нерівнобедреним перерізом у формі L. Бувають металеві (сталеві, алюмінієві і тд.), дерев'яні, з ламінованого картону, пластикові, композитні, тощо. Кутовий профіль можна створити за допомогою кількох методів, зокрема: гнуттям, фрезеруванням, відливанням, зварюванням і ін.. Спосіб виготовлення профілю також залежить від матеріалу.

## Сталеві кутові профілі
Кутовий профіль, також ку́тник профільний, кутик сталевий — є катаним, тягненим або гнутим профілем, один з базових елементів металоконструкцій. Являє собою балку Г-подібного перетину з металу сортового прокату, що виготовляється на трубних станах з якісної конструкційної сталі. Його поперечний переріз (профіль) утворює прямий кут. 
Розміри кутників для металевих конструкцій стандартизовані на європейському рівні стандартом EN 10056-1 від 1998 року.

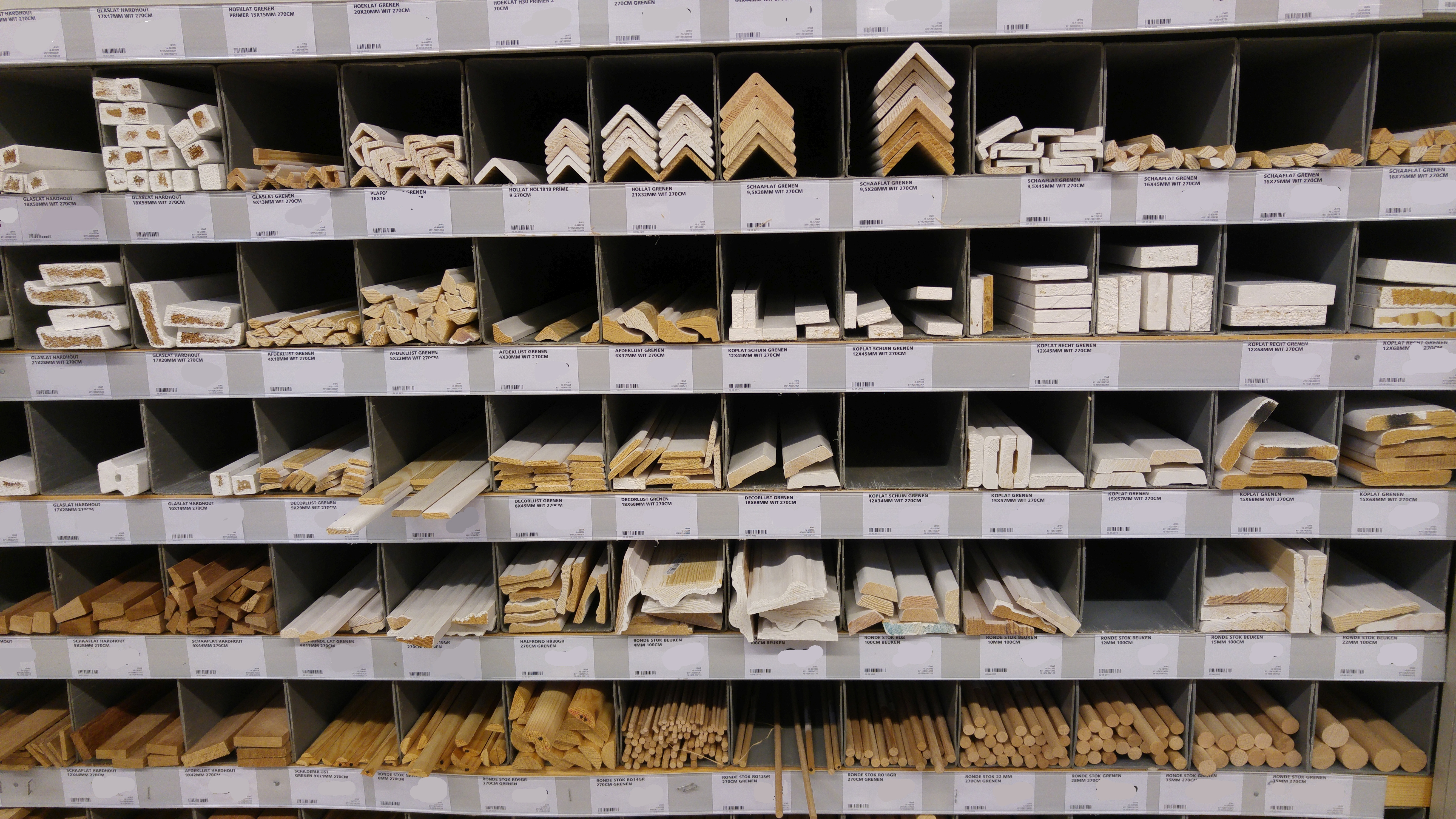
Різні дерев'яні декоративні профілі для обрамлення та обробки

## Застосування
Кутові профілі можна використовувати як художній елемент або елемент конструкції. Профіль художнього елемента в основному виконує естетичну функцію, наприклад, з молдингами. Профіль будівельного елемента призначений для виконання певної функції, наприклад рами, в яку вписується двері чи вікно, або для реалізації конструктивного рішення.
Прокатний металевий кутник застосовують практично у всіх галузях: особливо у будівництві як жорстку арматуру для посилення бетону (в поєднанні з іншими профілями: швелером і двотаврами тощо) для монолітних конструкцій висотних каркасних будинків.